# تان سي هان
تان سي هان (1910 – غير معروف) هو مهاجم كرة قدم إندونيسي سابق، شارك مع منتخب الهند الشرقية الهولندية في كأس العالم 1938.

## وصلات خارجية
تان سي هان على موقع الاتحاد الدولي (مؤرشف)  (الإنجليزية)